# Trichagrotis spinosa
Trichagrotis spinosa là một loài bướm đêm trong họ Noctuidae.